# Mohamed Saïd Fofana
Mohamed Saïd Fofana (ur. 1952 w Forécariah) – gwinejski ekonomista, urzędnik i polityk, premier Gwinei od 24 grudnia 2010 do 29 grudnia 2015.

## Życiorys
Mohamed Saïd Fofana urodził się w 1952 w mieście Forécariah w zachodniej Gwinei. W latach 1958–1965 uczęszczał do szkoły podstawowej, a następnie do szkoły średniej w tym mieście (1965-1972). W latach 1972–1976 studiował ekonomię i finanse w Instytucie Politechnicznym im. Gamala Abdela Nassera w Konakry. W latach 1979–1980 odbył studia podyplomowe w CEDOR w Rumunii na kierunku populacja i rozwój. W 2004 odbył szkolenie z dyplomacji biznesowej w Instytucie Kształcenia WTO w Genewie. 
W latach 1976–1977 wykładał ekonomię w Kolegium Tabossi w mieście Fria. Od 1977 do 1984 pracował w Wydziale Planowania Gospodarczego i Finansowego oraz w Wydziale Planowania Rolniczego Ministerstwa Planowania i Statystyki; był również wicedyrektorem ds. planowania społecznego i zasobów ludzkich. W latach 1984–1985 pracował w Ministerstwie Handlu Zagranicznego jako doradca oraz dyrektor ds. promocji handlu. 
Od 1985 do 2002 był sekretarzem generalnym Izby Handlu, Przemysłu i Rolnictwa Gwinei. W latach 2003–2008 pełnił funkcję krajowego dyrektora ds. handlu i konkurencji, a następnie (2008-2009) krajowego dyrektora ds. handlu zagranicznego i konkurencji. W 2009 objął stanowisko dyrektora Departamentu ds. koordynacji i monitoringu projektów rozwoju w Ministerstwie Handlu i Rozwoju. 
W trakcie swej kariery zawodowej przewodził również krajowemu komitetowi ds. międzynarodowych negocjacji handlowych z WTO oraz Unią Europejską. Był wicedyrektorem ds. reform taryf i ceł, członkiem zarządu dyrektorów Portu w Konakry i przewodniczącym Komitetu Technicznego wspierającego działania Międzyresortowej Komisji ds. zaopatrzenia ludności w żywność. Był również konsultantem różnych międzynarodowych organizacji i agencji (m.in. USAID, UNIDO, UNCTAD) oraz delegatem na różne konferencji międzynarodowych (m.in. UNCTAD, WTO, UNECA, ECOWAS). 
24 grudnia 2010, kilka dni po zaprzysiężeniu, prezydent Alpha Condé mianował go na stanowisko szefa rządu. Premier Fofana zadeklarował pracę na rzecz wszystkich obywateli, bez względu na różnice etniczne i religijne.